# Kanton Moutiers-les-Mauxfaits
Moutiers-les-Mauxfaits is een voormalig kanton van het departement Vendée in Frankrijk. Het kanton maakte deel uit van het arrondissement Les Sables-d'Olonne. Het werd opgeheven bij decreet van 17 februari 2014 met uitwerking op 22 maart 2015.

## Gemeenten
Het kanton Moutiers-les-Mauxfaits omvatte de volgende gemeenten:
- Angles
- La Boissière-des-Landes
- Le Champ-Saint-Père
- Curzon
- La Faute-sur-Mer
- Le Givre
- La Jonchère
- Moutiers-les-Mauxfaits (hoofdplaats)
- Saint-Avaugourd-des-Landes
- Saint-Benoist-sur-Mer
- Saint-Cyr-en-Talmondais
- Saint-Vincent-sur-Graon
- La Tranche-sur-Mer